# Sandared
Sandared is een plaats in de gemeente Borås in het landschap Västergötland en de provincie Västra Götalands län in Zweden. De plaats heeft 2993 inwoners (2005) en een oppervlakte van 246 hectare.